# Фернандес Фернандес, Серхио
Серхио Фернандес Фернандес (исп. Sergio Fernández Fernández; 28 января 1939, Пунта-Аренас, Магальянес, Чили — 1 апреля 2024) — чилийский политический и государственный деятель, министр труда и внутренних дел при военном режиме Аугусто Пиночета. Правый консерватор-гремиалист. В 1990—2006 годах — сенатор Чили.
Умер 1 апреля 2024 года в возрасте 85 лет.

## Гражданский министр военной хунты
Родился в семье предпринимателя. Учился на юридическом факультете Университета Чили. С 1963 — член коллегии адвокатов. В 1971 году получил звание профессора гражданского права. На следующий год стал юрисконсультом Пенсионного фонда.
Первые годы после военного переворота Серхио Фернандес продолжал юридическую практику. 8 марта 1976 года Фернандес по университетской рекомендации был назначен министром труда и социальной защиты в правительстве военной хунты генерала Пиночета.
Серхио Фернандес придерживался социально-экономической концепции гремиализма (он был близко знаком и тесно сотрудничал с Хайме Гусманом). Это позволяло Пиночету создавать баланс между неолиберализмом экономического курса и солидаристскими элементами социальной политики.

## «Социальная ориентация» МВД
В 1978 году американская администрация Джимми Картера усилила международную кампанию защиты прав человека. Пиночет вынужден был предпринять шаги по частичной либерализации режима. Одним из таких действий стало назначение министром внутренних дел гражданского юриста Серхио Фернандеса (сменил генерала Рауля Бенавидеса). Такое изменение правительственных функций отражало своего рода социальную переориентацию карательной политики. В данном контексте назначение Фернандеса явилось сильным политическим ходом Пиночета.
Первым решением Фернандеса — 19 апреля 1978, через неделю после назначения — стал указ о политической амнистии. В то же время МВД Фернандеса жёстко проводило политику подавления коммунистической и левой оппозиции.
Серхио Фернандес принял участие в разработке новой конституции Чили, вступившей в силу в 1980 году.
Экономический кризис 1980—1982 годов дестабилизировал чилийское правительство. Фернандес вошёл в альянс с либеральными министрами экономического блока и отстаивал прежний социально-экономический курс. Однако Пиночет совершил ряд политических манёвров, включая отставку Фернандеса 22 апреля 1982 года. Несколько ранее Фернандес был снят с должности министра труда. После отставки Фернандес оставался принципиальным сторонником Пиночета. Он участвовал в разработке конституционных законов, консультировал правительственную хунту.

## Возвращение в правительство и поражение на референдуме
В июле 1987 года, в условиях экономического подъёма и постепенной политической либерализации, Серхио Фернандес снова возглавил МВД. Первым его актом после возвращение в министерство стал указ о запрете пыток.
На министерском посту от Фернандеса ожидалось жёсткое противостояние тенденциям «социалистического популизма». Но главной его задачей являлось обеспечение позитивного исхода референдума о продлении президентских полномочий Пиночета, назначенного на октябрь 1988 года. Поражение правительства на референдуме стало сильнейшим ударом по политическим позициям Фернандеса, на которого военное окружение Пиночета возложило ответственность за исход голосования.

## В политике после Пиночета
После перехода Чили к демократическим порядкам Фернандес примкнул к правоконсервативной партии Независимый демократический союз. На президентских выборах 1989 года поддерживал Эрнана Бучи, воспринимавшегося в обществе как кандидат Пиночета (Бучи потерпел поражение от христианского демократа Патрисио Эйлвина). Как бывший министр, Фернандес автоматически занял место в сенате. В 1998 году он был избран в сенат и оставался его членом два срока, до 2006 года.
С конца 1999 года испанский судья Балтасар Гарсон безуспешно добивался ареста Фернандеса по обвинению в политических репрессиях, совершённых в бытность министром внутренних дел. Серхио Фернандес был включён в «список Гарсона» из 39 человек.
В 1994 году Серхио Фернандес опубликовал политическую автобиографию Mi Lucha por la Democracia — Моя борьба за демократию.
Политическая деятельность Серхио Фернандеса может рассматриваться как концентрированное выражение правых настроений чилийского среднего класса, составлявшего социальную базу режима Пиночета.

### Кинематограф
- «Нет» — фильм режиссёра Пабло Ларраина. В роли Серхио Фернандерса Хайме Вадель.